# Zygmunt Kruczek
Zygmunt Kruczek (ur. w Cieniawie) – przewodnik beskidzki, pilot wycieczek, krajoznawca, doktor habilitowany, profesor uczelni na Akademii Wychowania Fizycznego w Krakowie.

## Kariera naukowa
W 1977 r. na Akademii Wychowania Fizycznego im. Bronisława Czecha w Krakowie uzyskał doktorat z geografii na podstawie rozprawy pt. „Walory turystyczne Karpat jako podstawa do programowania turystyki w górach”. W 2012 Uniwersytet Mateja Bela w słowackiej Bańskiej Bystrzycy nadał mu stopień doktora habilitowanego nauk ekonomicznych na podstawie pracy pt. „Employing The Mystery Shopping Method in Tourist Attraction Quality Assessment. An Elaboration on Research Conducted at Krakow’s Muzeum”.

## Stanowiska
- Dyrektor wydawnictwa naukowego "Proksenia",
- Zastępca Redaktora Naczelnego czasopisma "Folia Turistica",
- Profesor uczelni na Akademii Wychowania Fizycznego w Krakowie, m.in. wykładowca "Krajoznawstwa"[2].
- Prezes Stowarzyszenia Ekspertów Turystyki
- Prezes Małopolskiego Stowarzyszenia Pilotów Wycieczek od 2003 r.,
- Prezes Polskiej Federacji Pilotażu i Przewodnictwa od 2004 r.

## Organizacje
Jest członkiem takich organizacji naukowych i społecznych jak:
- Polskie Stowarzyszenie Turystyki,
- Polskie Towarzystwo Naukowe Kultury Fizycznej,
- Polskie Towarzystwo Geograficzne,
- Polskie Towarzystwo Turystyczno-Krajoznawcze.

## Ekspedycje
- Wulkan Sajama (Boliwia, luty 2004 r.) – 6540 m n.p.m., wejście w trakcie pory deszczowej.
- Wulkan Kilimandżaro (Kenia, luty 2000 r.) – 5895 m n.p.m.
- Elbrus (Kaukaz, Rosja, lipiec 1991 r.) – 5642 m n.p.m.,
- Mount Whitney (Sierra Nevada, USA, sierpień 2001 r.) – 4418 m n.p.m.

## Publikacje
Jest autorem lub współautorem 30 pozycji książkowych o charakterze podręcznikowym lub naukowym, 180 artykułów naukowych, 10 przewodników turystycznych, a także publikacji popularnonaukowych.